# Jacques Faizant

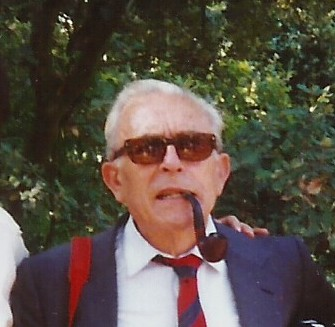
Jacques Faizant, 1991

Jacques Faizant (* 30. Oktober 1918 in Laroquebrou, Département Cantal; † 14. Januar 2006 in Suresnes) war ein französischer Cartoonist. Bekannt wurde er als Karikaturist französischer Politiker in der Tageszeitung Le Figaro.

## Leben
Jacques Faizant war einer der populärsten Karikaturisten der französischen Presse. Seine Schulzeit verbrachte er in Biarritz und lernte Hotelwesen in Nizza. Er arbeitete sechs Jahre im Hotelwesen, bevor er sich dem Zeichentrickfilm und der Humorzeichnung widmete.
Seine erste Zeichnung veröffentlicht er im Jahre 1942 in der Zeitung Dimanche illustré, aber seine Karriere beginnt erst mit dem Ende des Zweiten Weltkriegs. Marcel Dassault bestellt 1956 einige Zeichnungen von ihm für die Wochenzeitschrift Jours de France. Am 1. September 1960 wird er politischer Zeichner im Figaro, und seine Karikaturen erscheinen fast 40 Jahre lang auf dem Titelblatt. Charles de Gaulle, den Faizant stets bewunderte, war eine seiner liebsten Karikaturen. Seit dem 29. November 1999 fanden sich seine Zeichnungen nur noch innerhalb der Zeitung und wurden am 3. Oktober 2005 endgültig eingestellt. Faizant fühlte sich zu diesem Zeitpunkt krank und müde und man beschloss einvernehmlich, die Zusammenarbeit zu beenden. Man glaubt, dass Jacques Faizant mehr als 50.000 Zeichnungen im Laufe seiner Karriere produziert hat. Von sich selbst behauptete er stets, mehr Journalist als Zeichner zu sein. Er war außerdem Romanschriftsteller und Theaterautor.

## Ehrungen
- 1996 Ritter der Ehrenlegion
- Médaille de la Ville de Paris

## Berühmte Karikaturen
- Sparschwein – le cochon-tirelire de Michel Debré
- Regenschirm – le parapluie de Laurent Fabius
- Hut – le chapeau de Charles Hernu

## Filmbuchautor
- Oublie-moi, Mandoline (1976)

## Bücher
- Rue Panse-Bougre. 1958
- Albina et la bicyclette. 1968
- Les gros soucis. 1972
- Oublie-moi, Mandoline. 1973
- Au temps pour les crosses! 1991
- Paraboles et fariboles
- Eux C'Est Eux, Nous C'Est Nous
- Attachez Vos Ceintures
- Sans filet!